# BNL 1ME A.7R.1
BNL 1ME A.7R.1是小鼠肝腫瘤細胞系，最初是正常小鼠胚胎的非致瘤性肝上皮細胞BNL CL.2，經過致癌的甲基膽蒽 (3-methylcholanthrene) 誘導後轉化而建立的。新建立的細胞與BNL CL.2細胞相比，E-鈣粘蛋白的信使核糖核酸和蛋白水平均顯著降低，而骨髓間質標記物和相關轉錄因子的表達水平則提高。新建立的細胞可以在0.3%的瓊脂培養基中生長及增殖，並且對鼠痘病毒呈陰性。有科學家將此癌細胞通過外科手術直接植入近交野生型BALB/c小鼠的肝臟，希望能夠闡明固體器官癌轉移的生物學機制。有研究指出生育三烯酚能夠降低BNL 1ME A.7R.1細胞的活性，並且導致細胞凋亡。

## 外部連結
- Cellosaurus entry for BNL 1ME A.7R.1（页面存档备份，存于）